# 米哈伊尔·卡扎科夫
米哈伊尔·伊里奇·卡扎科夫（俄语：Михаи́л Ильи́ч Казако́в，1901年10月9日（9月26日）—1979年12月25日）苏联军事指挥官、苏联大将。

## 生平

### 青年时期
1919年，加入俄国共产党。1920年，参加苏军。1931年，毕业于伏龙芝军事学院。1937年，毕业于总参军事学院。1938年，任中亚军区参谋长。

### 二战时期
1941年-1942年，任布良斯克方面军和沃罗涅日方面军参谋长。1943年，任第69集团军司令、布良斯克方面军副司令、波罗的海沿岸第2方面军副司令。1944年，任近卫第10集团军司令，并晋升为中将。1940年-1947年，任外高加索军区副司令。

### 战后时期
1947年-1949年，任外高加索军区参谋长。1949年-1950年，任南乌拉尔军区司令助理。1950年-1952年，任敖德萨军区参谋长。1953年-1956年，任乌拉尔军区司令，1955 年获苏联大将衔。1956年，任陆军副总司令。
1956年-1960年，任南部军队集群司令。1960年-1965年，任列宁格勒军区司令。1965年-1968年，任华沙条约缔约国联合武装部队参谋长。1968年，任苏联国防部总监组军事顾问监察员。

## 著作
《回顾以往的战斗》（俄语：Над картой былых сражений） 1971年

### 引用
1. ↑  .   [2018-01-11]. （原始内容存档于2020-10-21）.